# Гордиенко, Кость
Константин Горде́евич Гордие́нко, известный как Кость Гордиенко (укр. Кость Гордієнко, Гордєєнко, Городецький, Гординський, Головко; год рождения неизвестен — 9 мая (20 мая) 1733) — Военный и политический деятель Запорожской Сечи и Ханской Украины. Самопровозглашённый Гетман Войска Запорожского и Гетман Дубоссарский (Гетман Ханской Украины). Кошевой атаман: Чертомлыской Сечи, Запорожской Сечи, Каменской Сечи и Алешковской Сечи. Казацкий деятель перешедший на сторону Карла XII.
По мнению исследователя истории запорожского казачества Д. И. Яворницкого, получил образование в Киевской духовной академии. Что же касается образования Гордиенко, то можно с уверенностью сказать, что оно было, по тому времени, на высшем уровне. При встрече со шведским королем Карл XII Кость приветствовал его речью на латыни. Кроме того, вместе с Филиппом Орликом он составлял «Договоры и постановления прав и вольностей войсковых Запорожского войска», который в современной Украине стараются преподать как старинную конституцию.

## Происхождение

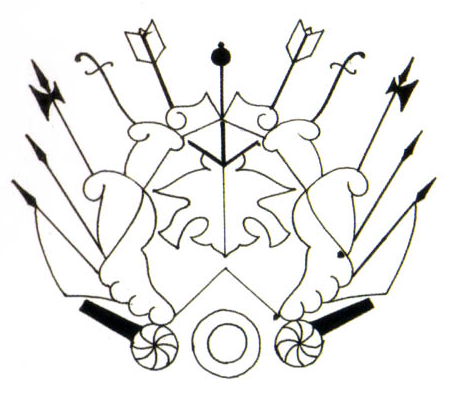
Родовой герб Кости Гордиенко

Дмитрий Яворницкий, украинский специалист по истории украинского казачества, считал, что Гордиенко был родом из Полтавской области, в то время как Аполлон Скальковский, исследователь польского происхождения, предполагал, что он был родом с Волыни, из украинского дворянского рода Городецких или Гордынских. В пользу первого варианта говорит тот факт, что в Левобережной Украине было принято присоединять фамилию к имени отца, но не на Волыни.

## Жизнь и деятельность

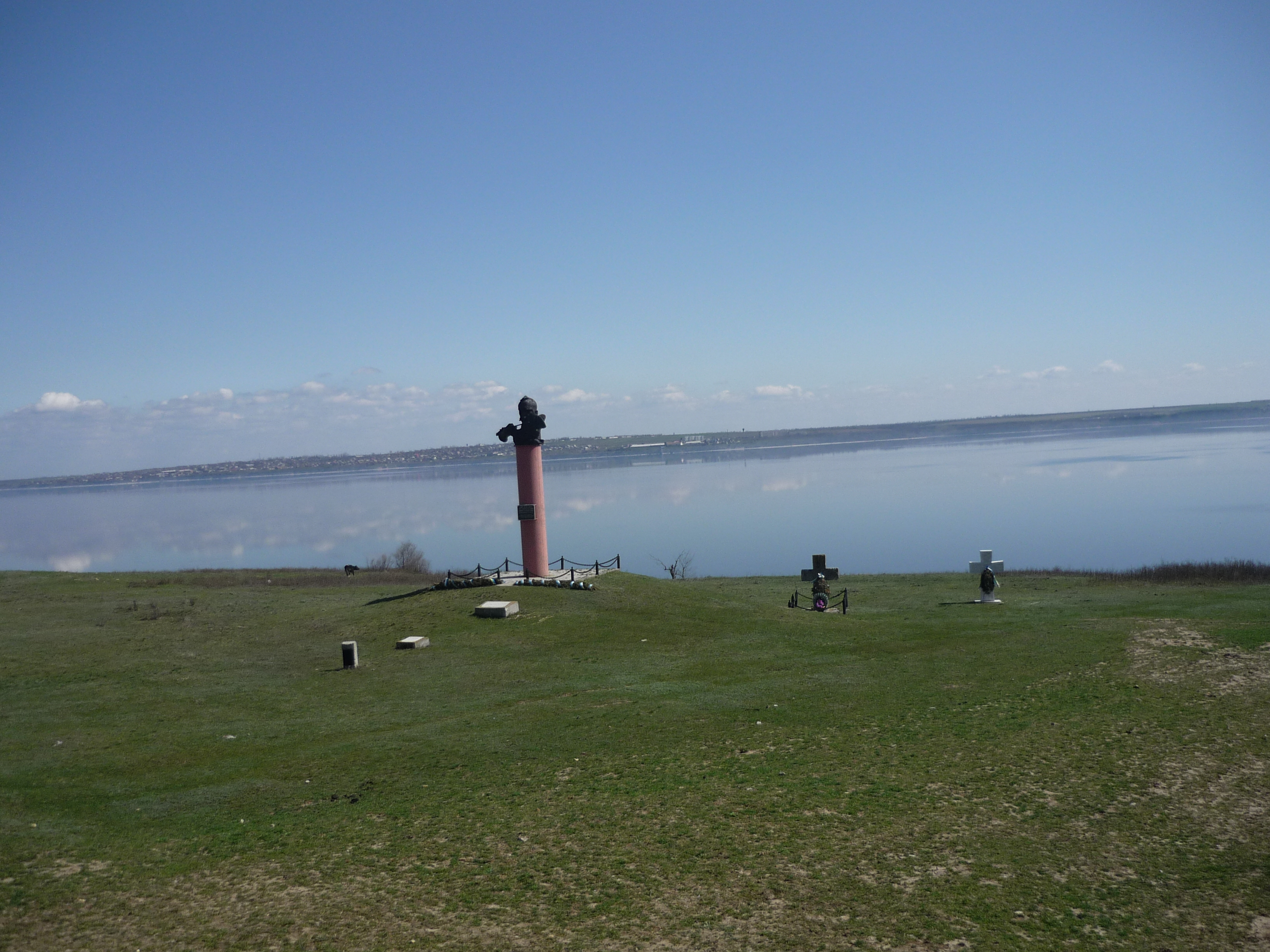
Памятник в честь кошевого атамана Запорожской Сечи Константина Гордиенко. Херсонская область.

Гордиенко учился в Киево-Могилянскай академии, а затем вступил в войско запорожское. В начале 1702 года был избран кошевым атаманом Чертомлыкской Сечи. Двенадцать раз его избирали кошевым атаманом Запорожской Сечи. Он занимал эту должность в 1702 году, с декабря 1703 года по 27 мая 1706 года и с декабря 1707 года по апрель 1709 года.Последовательно проводил децентралистскую политику, отстаивая права и вольности Запорожского Войска. Возглавлял нападения запорожцев на гарнизоны русских войск, расположенные в пределах Вольностей Запорожских. Кость Гордиенко открыто выступал против русского гнёта, открыто защищал права и свободы казачьего войска перед Петром I, чем заслужил доверие и уважение немногих украинских казаков, не лояльных России.
В 1702 году Гордиенко отправил письмо русскому царю Петру I, в котором писал о праве собственности на земли в близь речки Самара у запорожских казаков, особенно после строительства Каменного острога возле Чертомлыкскай Сечи. Отказ присягнуть на верность Петру I и попытка вместе с крымским ханом Девлетом II Гиреем выступить против Москвы были вызваны тем же. С целью согласования вторжения на русские земли, в крымский город Бахчисарай было отправлено посольство во главе со Стеблевским. Однако османский султан Мустафа II не одобрил эти планы, что привело к низложению хана Девлет II, восстановив на престоле Селима I Герая. Пётр I отправил своих приспешников в войско Запорожское Низовое, чтобы убедить казаков свергнуть Гордиенко, и в 1703 году вместо него был избран Герасим Крыса.
Сначала действовал в оппозиции к гетману Ивану Мазепе (оба питали друг к другу глубокую личную неприязнь), но в марте 1709 года поддержал измену Мазепы, приведя с собой полторы—две тысячи запорожцев. Активно поддержал восстание Кондратия Булавина. В 27 марта(7 апреля) 1709 года в Великих Будищах учувствовал в подписании «Союзного договора между гетманом Мазепой, Карлом XII и Запорожской Сечью». 11(22) апреля 1709 года учувствовал в Сражении у Соколки, где командовал запорожскими казаками. Так же учувствовал в битве под Полтавой. После поражения в битве под Полтавой помог Карлу XII и украинскому гетману Мазепе с остатками армии переправиться через Днепр возле села Переволочной.
После смерти Ивана Мазепы в городе Бендеры он участвовал в составлении вместе с Филиппом Орликом «Договоры и постановления прав и вольностей войсковых».

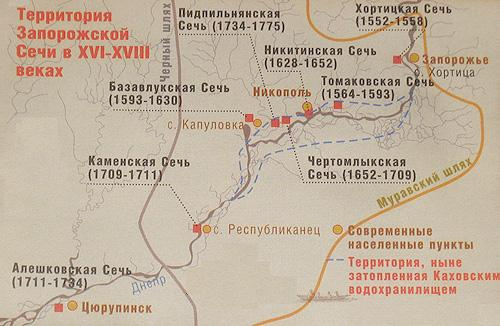
Местонахождение Запорожской Сечи в разные периоды её истории.

В 1709 году, спустившись со своим отрядом к низовьям Днепра к устью реки Каменка (современное село Республиканец, Херсонской области), организовал Каменскую Сечь, а спустя два года, из-за разрушения Каменской Сечи и карательной экспедицией Шереметева в 1711 году, был вынужден спуститься ещё ниже по Днепру, оказавшись таким образом на территории Крымского ханства.
Находясь в эмиграции, поддерживал гетмана Филипа Орлика, участвовал в его неудачном походе на Правобережье Украины в 1711 году, приведя с собой около 3—4 тысяч запорожских казаков. Поход Филиппа Орлика провалилось и ему пришлось вернуться с позором в Бендеры. Неудача похода внесла раскол в немногочисленный лагерь орликовцев. Часть из них не хотела видеть Филиппа Орлика в качестве гетмана и поддержали Гордиенко, который видя поддержку войсковых товарищей, решил самопровозгласил себя «гетманом Войска Запорожского», уведя за собой запорожцев. В 1712 году окончательно перестал взаимодействовать с гетманом Орликом, основав Алешковскую Сечь под протекторатом крымского хана, которую возглавлял до 1728 года. После вынужденной эмиграции Филипа Орлика в 1714 году Кость Гордиенко стал гетманом Дубоссарским (гетман и воевода поднестровский и комендант границ украинских), с официального разрешения крымского хана Каплана I Герай, став наместником Ханской Украины. Гордиенко неоднократно улаживал конфликты запорожцев с крымским ханом и турецким султаном. Выступал против возвращения запорожцев на территорию Малороссии, подвластную русскому правительству. Его агитация, однако, успеха не имела, и запорожцы в 1728 году возвратились под власть императора Петра I, насильственно увезя с собой Гордиенко, и восстановили Каменскую Сечь, откуда они в течение последовавших шести лет контролировали Таванскую переправу (укр. Таванський перевіз). С 1729 года до своей смерти в 1733 году, Гордиенко не принимал участия в политической деятельности, однако имел большое влияние среди казаков.
Скончался Кость Гордиенко в Каменской Сечи 4(15) мая в 1733 году.
Его могила находится в современном селе Республиканец Бериславского района Херсонской области.

## Память
- Гордиенко упоминается в поэме Пушкина «Полтава»; судя по примечанию к поэме, Пушкин считал, что Гордиенко попал в плен после Полтавской битвы и был казнён. Утверждения о том, что атаман якобы был казнён Петром, встречаются в литературе и сейчас.
- В 1917 году именем Константина Гордиенко был назван Гайдамацкий конный полк, который принимал участие в боях с большевиками в Киеве, Полтаве и Бахчисарае. Этот полк был первым регулярным воинским подразделением армии УНР.
- В Киеве именем Костя Гордиенко назван переулок в Печерском районе (бывший пер. Чекистов).
- Улица Костя Гордиенко в Днепре (бывшая ул. Матлахова)
- 57 отдельная мотопехотная бригада ВСУ носит название: им. Костя Гордиенко.[7]

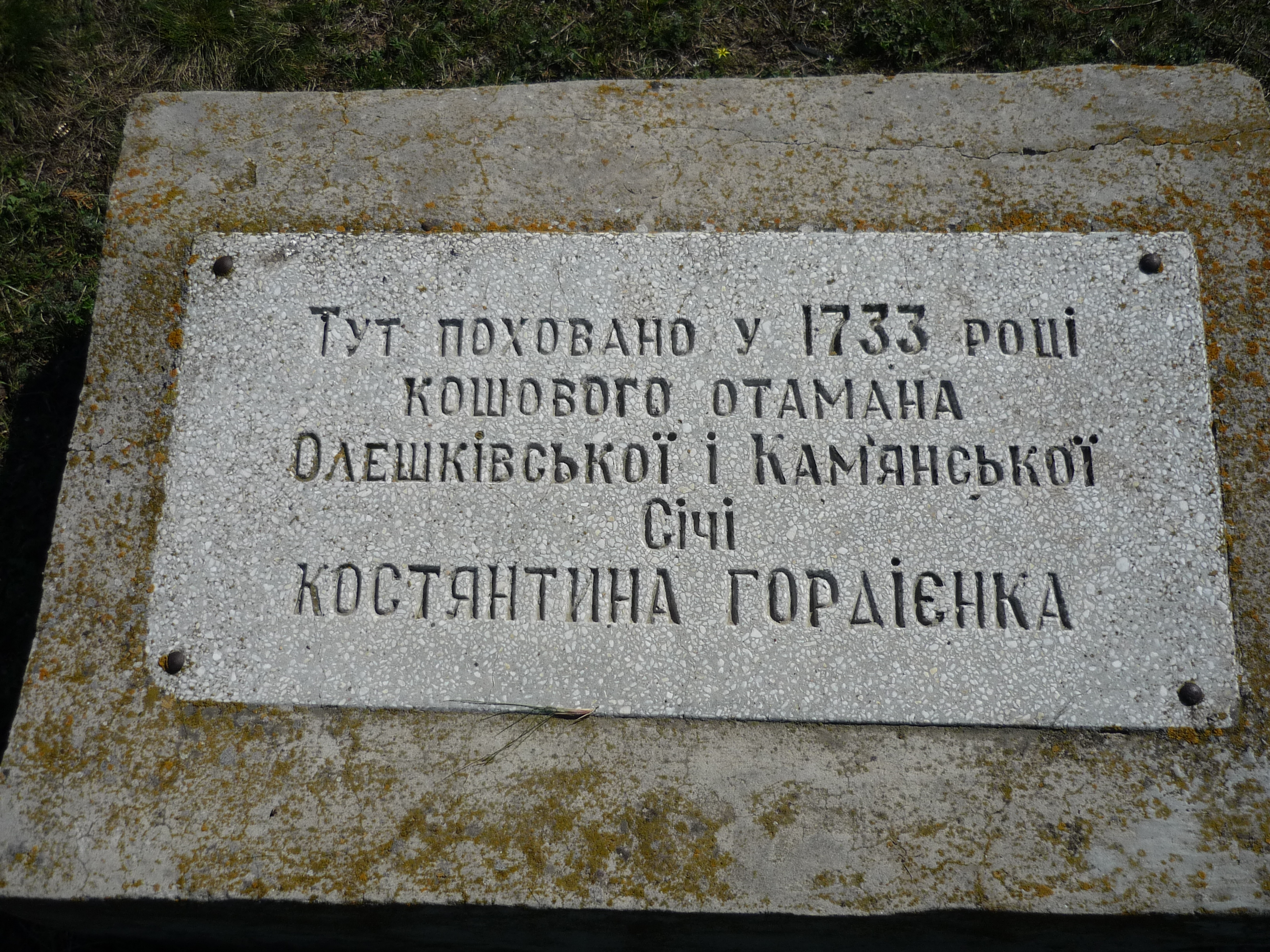
Памятный знак о захоронении
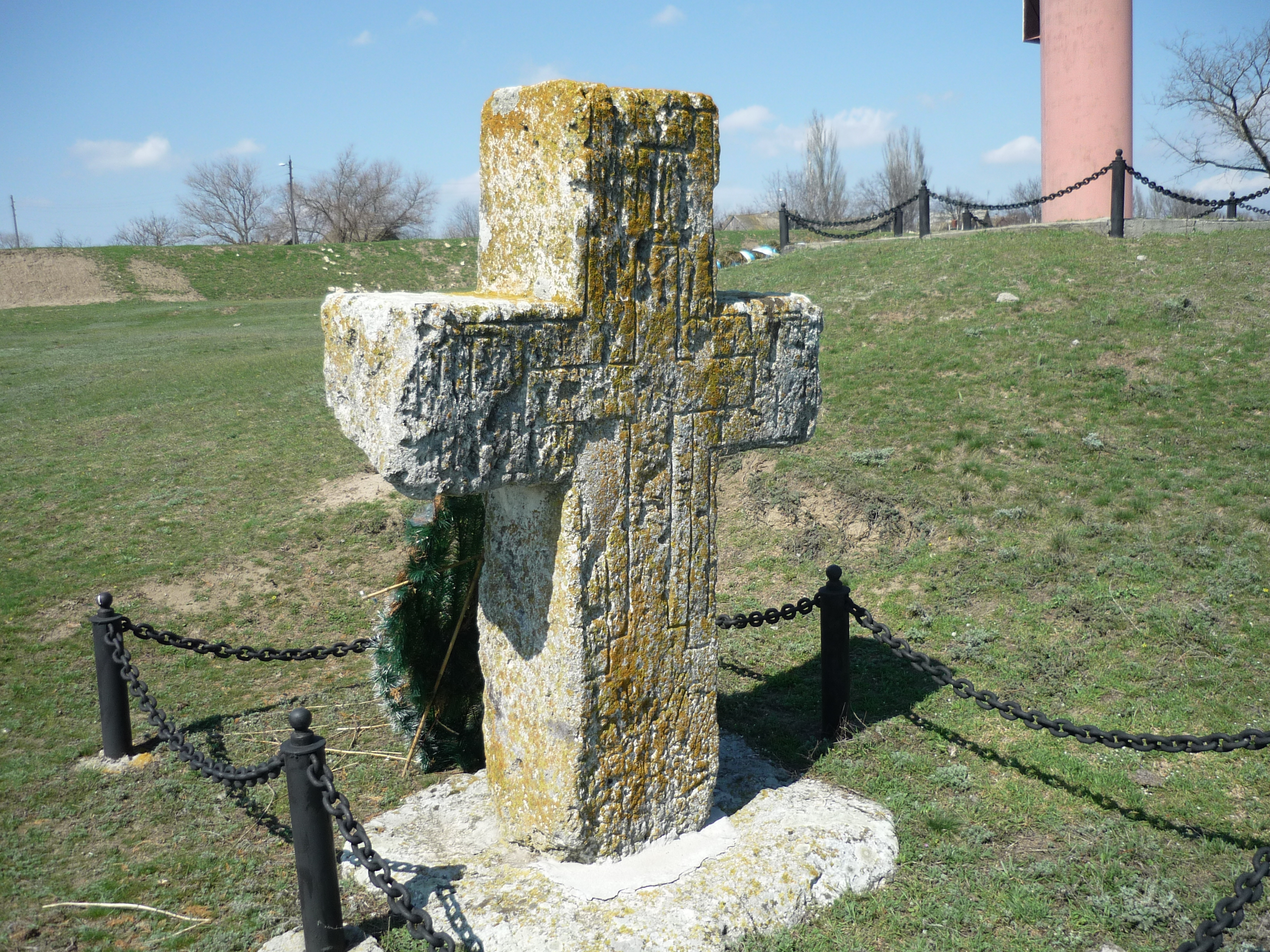
Старинный казацкий крест на могиле атамана
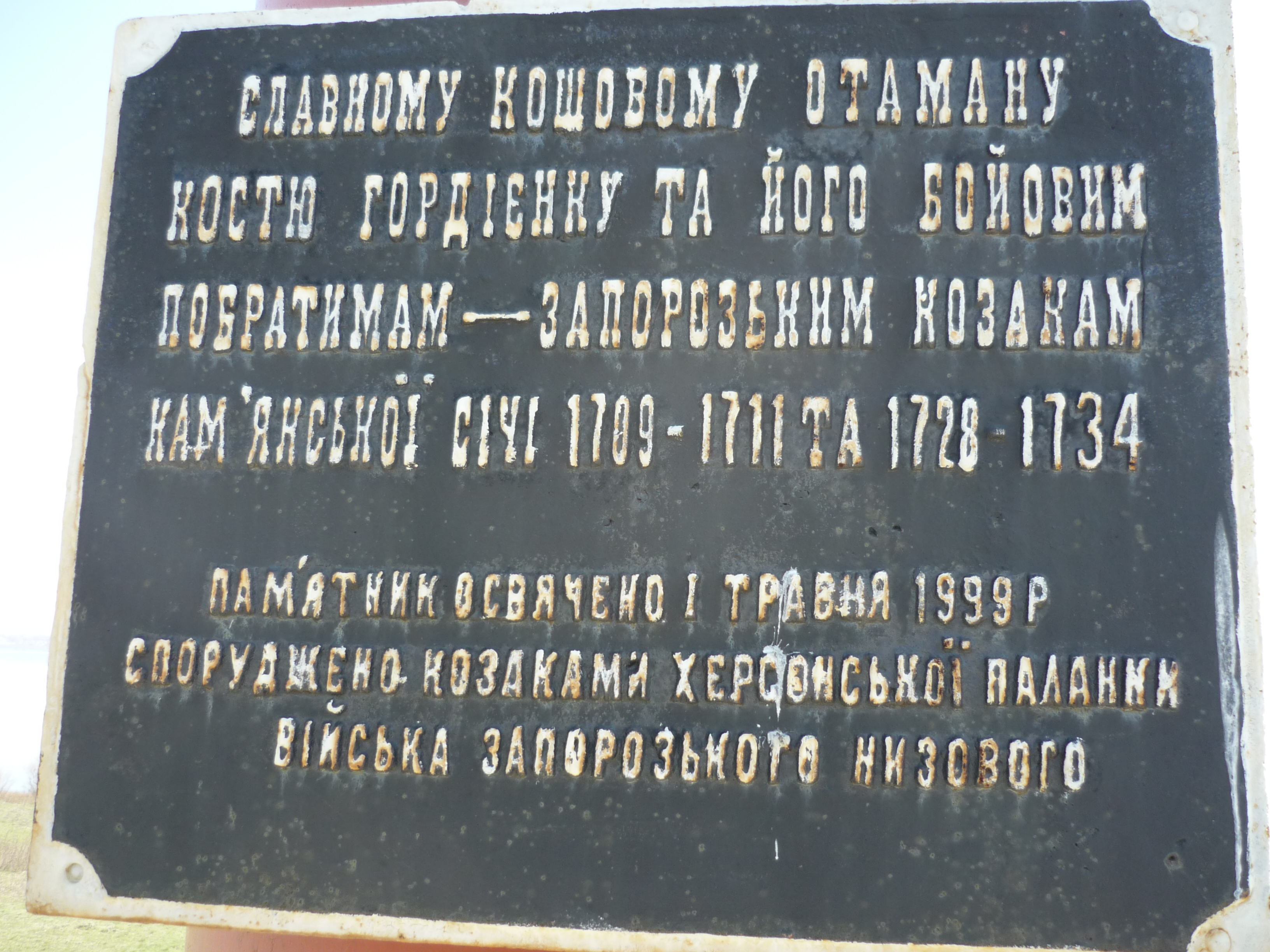
Памятный знак на обелиске